# Frieden von Nikolsburg
Der Friede von Nikolsburg am 31. Dezember 1621 beendet zunächst die kämpferischen Auseinandersetzungen zwischen Gabriel Bethlen, Fürst von Siebenbürgen, und Kaiser Ferdinand II. Er wurde im Januar 1622 ratifiziert.
Nach der Schlacht am Weißen Berg (8. November 1620) war es den kaiserlichen Truppen gelungen in Oberungarn (heute Slowakei) vorzudringen und die an Gabriel Bethlen verlorenen Gebiete zurückzugewinnen. Ferdinand II. diktierte daraufhin den Frieden von Nikolsburg (Mikulov). Gabriel Bethlen musste auf die ungarische Krone und alle eroberten Gebiete verzichten, als Kompensation durfte er Gebiete in der Oberungarn und in Nordostungarn seinem Fürstentum hinzufügen.